# Newcastle-under-Lyme
Newcastle-under-Lyme ist eine Stadt in Staffordshire, rund 42 km nördlich von Stafford. Sie zählt 73.944 Einwohner und ist der Verwaltungssitz des Borough of Newcastle-under-Lyme.
Die von den Einheimischen oft einfach Castle genannte Stadt liegt acht Kilometer westlich des benachbarten Stoke-on-Trent. Da diese Städte fast zusammengewachsen sind, wird Newcastle inoffiziell oft als wohlhabender Vorort von Stoke-on-Trent betrachtet. Beide bilden zusammen mit Kidsgrove einen Ballungsraum, der als The Potteries bezeichnet wird.

## Geschichte
Der Name der Stadt leitet sich vom „neuen“ Schloss (new castle) aus dem 12. Jahrhundert, von dem Ruinen erhalten geblieben sind. Der Zusatz under-Lyme bezeichnete die Nähe zum einstigen Lyme-Wald. Die aus dem 13. Jahrhundert stammende Kirche St Giles wurde 1876 wieder aufgebaut.
Wie das benachbarte Stoke-on-Trent entwickelte sich Newcastle zum Zentrum der Keramikindustrie, später auch der Förderung von Kohle. Heute spielen diese Wirtschaftszweige nur noch eine untergeordnete Rolle und sind der Produktion von Maschinen, Elektromotoren, Textilien und Nahrungsmitteln gewichen.
1835 erhielt Newcastle als Folge des Municipal Corporations Act den Status eines Borough. 1932 vergrößerte sich die Stadt durch die Eingemeindung zahlreicher umliegender Dörfer, so z. B. den gesamten Wolstanton United Urban District und das Dorf Clayton vom Newcastle under Lyme Rural District.

## Bildung
Die Stadt wurde 1949 als Standort eines Campus des University College of North Staffordshire gewählt, der 1962 in die Universität Keele umgewandelt wurde. Die Keele University ist die größte Campus-Universität des Vereinigten Königreiches und liegt nahe dem Vorort Keele, fünf Kilometer westlich des Stadtzentrums. Die meisten (~70 %) der rund 12.700 Studenten (2006) leben in Wohnheimen auf dem Universitäts-Campus – die verbleibenden zumeist in Newcastle-under-Lyme selbst.

## Persönlichkeiten
- Thomas Harrison (1606–1660), Puritaner und General zur Zeit des englischen Bürgerkrieges
- Philip Astley (1742–1814), Erfinder des „modernen Zirkus“
- Joseph Cook (1860–1947), australischer Premierminister
- Vera Brittain (1893–1970), Schriftstellerin und Feministin
- Jackie Trent (1940–2015), Sängerin und Schauspielerin
- Robert Carter (1955–2015), Schriftsteller
- Robbie Earle (* 1965), jamaikanischer Fußballspieler
- Eddie Hall (* 1988), Strongman (World Strongest Man 2017)
- Dan Croll (* 1990), Singer-Songwriter und Multiinstrumentalist
- Wes Nelson (* 1998), Rapper